# Aeroporto Internazionale di Mashhad
L'Aeroporto Internazionale Shahid Hashemi Nejad (IATA: MHD, ICAO: OIMM) è un aeroporto internazionale situato a Mashhad, Iran. È il secondo aeroporto iraniano più trafficato dopo Tehran-Merabad e connette 57 destinazioni.

## Terminal
L'aeroporto dispone di tre terminal:
- Terminal 1: voli nazionali
- Terminal 2: voli internazionali
- Terminal 3: voli per lo Hajj[3]

## Incidenti
- Il 1º settembre 2006 il Volo Iran Airtour 945 prese fuoco durante l'atterraggio, provocando la morte di 28 passeggeri[4].
- Il 24 luglio 2009 il Volo Aria Air 1525 uscì di pista durante l'atterraggio, provocando la morte di 16 persone[5].
- Il 24 gennaio 2010 il Volo Taban Air 6437 si schiantò durante la fase di atterraggio, senza provocare vittime[6].